# Jean Ier de Thouars
Jean Ier de Thouars, né après 1284 et mort le 25 mai 1332, était le fils de Guy II et de Marguerite de Brienne d'Eu.
- 27e vicomte de Thouars : 1308-1332

Il succède à son père Guy II, mort le 20 septembre 1308.
Il épousa en 1307 Blanche de Brabant dame de Rochecorbon (fille cadette de Godefroy de Brabant d'Aerschot et de Jeanne/Isabelle de Vierzon) qui décède en 1330.
Ils eurent trois fils :
- Louis Ier qui suit,
- Jean de Thouars, seigneur de La Cheze-le-Vicomte qui épousa Marguerite de Parthenay,
- Guy de Thouars, qui décède en 1354, il avait épousé Jeanne de Maulévrier.